# ハバナの男
『ハバナの男』（ハバナのおとこ、Our Man in Havana）は1959年に公開されたイギリスのスパイコメディ映画。監督と製作はキャロル・リード。出演はアレック・ギネスなど。グレアム・グリーンによる1958年の小説を原作とし、グレアム自身が脚本化した。

## キャスト
※括弧内は日本語吹替（初回放送1973年2月11日『日曜洋画劇場』）
- ジム・ウォーモルド：アレック・ギネス（中村正）
- ハッセルバッハー医師：バール・アイヴス
- ベアトリス・セバーン：モーリン・オハラ（来宮良子）
- セグラ署長：アーニー・コバックス（羽佐間道夫）
- ホーソーン：ノエル・カワード
- C：ラルフ・リチャードソン
- ミリー・ワーモールド：ジョー・モロー